# Корона (Јужна Дакота)
Корона (енгл. Corona) град је у америчкој савезној држави Јужна Дакота.

## Демографија
По попису из 2010. године број становника је 109, што је 3 (-2,7%) становника мање него 2000. године.
| Група             | 2000.       | 2010.       |
| Белци             | 104 (92,9%) | 106 (97,2%) |
| Афроамериканци    | 0 (0,0%)    | 0 (0,0%)    |
| Азијати           | 0 (0,0%)    | 0 (0,0%)    |
| Хиспаноамериканци | 0 (0,0%)    | 3 (2,8%)    |
| Укупно            | 112         | 109         |